# Puente General Artigas
El Puente Internacional General Artigas, informalmente denominado "Puente Artigas", es un puente carretero internacional que cruza el río Uruguay y une las ciudades de Colón (provincia de Entre Ríos, Argentina) y Paysandú (departamento de Paysandú, Uruguay). Fue inaugurado el 10 de diciembre de 1975.

## Datos técnicos
- Puente viga: tipo puente por volados sucesivos
- Largo total: 2350 m
- Vano principal: 140 m, entre apoyos
- Altura libre: 34 m, referida al cero de Paysandú; dos vanos contiguos al principal con una luz de 97,50 m entre ejes de apoyos
- Viaducto: 44 vanos, de 46 m de luz entre pilas, 34 en Argentina y 10 en Uruguay
- Calzada (puente y viaducto): 8 m de ancho con dos veredas laterales de 1,80 m cada una (debajo de las cuales quedan los espacios libres para el paso de instalaciones de servicios)